# Juan Carlos Fresnadillo
Juan Carlos Fresnadillo (Santa Cruz de Tenerife; 5 de desembre de 1967) és un guionista i director de cinema espanyol.

## Biografia
El 1985, Fresnadillo es va traslladar a Madrid des de la seva ciutat natal. Estudio Sociologia en la Universitat Complutense. Va començar els estudis de fotografia i cinema al Centro Universitario de Artes TAI, i va realitzar els seus primers pinitos en els curtmetratges. En 1987, va crear una productora per a una sèrie de curts i anuncis publicitaris. El 1990, va col·laborar amb Gustavo Fuertes en el seu curtmetratge El juicio final.
El 1996, va debutar internacionalment com a director amb el seu curt en blanc i negre, Esposados, per al qual també va fer de productor executiu, que va ser candidat al Óscar de Hollywood. El 2001 va dirigir Intacto, pel·lícula amb la qual aconsegueix el Goya al millor director novell. El 2002 va realitzar, juntament amb Alejandro Jodorowsky el curtmetratge Psicotaxi.
El 2007 va dirigir la pel·lícula 28 Weeks Later, seqüela de 28 Days Later de Danny Boyle. El realitzador Steven Spielberg va oferir Fresnadillo dirigir un projecte finançat per la seva productora DreamWorks. La pel·lícula, de títol provisional Wednesday, serà un thriller ambientat en Los Angeles, on es desenvoluparà una persecució desesperada. El seu nou projecte serà convertir el videojoc BioShock en pel·lícula; al principi estava destinada a Gore Verbinski —director de Pirates del Carib, entre altres—, però finalment Fresnadillo serà l'encarregat. Tanmateix, el 2012 es desmarcà del projecte en ser acomiadat per Spielberg.

## Filmografia
- Esposados. Curtmetratge (1996)
- Intacto (2001)
- Psicotaxi. Curtmetratge (2002)
- 28 Weeks Later (2007)
- Intruders (2011)
- La espada en la piedra (live action)(TBA
- Damsel (2024)[3]